# Ferkessédougou (departement)
Ferkessédougou är ett departement i Elfenbenskusten. Det ligger i regionen Tchologo, i den centrala delen av landet, 300 km norr om huvudstaden Yamoussoukro.